# Mokre (powiat mogileński)
Mokre – wieś w Polsce, położona w województwie kujawsko-pomorskim, w powiecie mogileńskim, w gminie Dąbrowa.

## Położenie
Jest to typowo rolnicza miejscowość. Na uboczu wsi, a raczej na granicy z miejscowościami Dąbrowa i Nowawieś Pałucka, znajduje się jezioro Białe. Sąsiadujące miejscowości to: Dąbrowa (odległość: 3,2 km), Słaboszewko (1,2 km), Słaboszewo (3,4 km), Krzekotowo (4,1 km), Nowawieś Pałucka (4,9 km), Mierucin (5,2 km) i Obudno (4,3 km).

## Grupy wyznaniowe
Należy do parafii Słaboszewo, gdzie też mieści się powstały w XX wieku kościół pod wezwaniem Świętej Trójcy.

## Podział administracyjny
W latach 1954–1971 wieś należała i była siedzibą władz gromady Mokre, po jej zniesieniu w gromadzie Dąbrowa. W latach 1975–1998 miejscowość należała administracyjnie do województwa bydgoskiego.

## Demografia
Według Narodowego Spisu Powszechnego (III 2011 r.) liczyła 665 mieszkańców. Jest trzecią co do wielkości miejscowością gminy Dąbrowa.